# Рецензия
Реце́нзия (от лат. recensio — осмотр, обследование) — жанр журналистики, а также научной и художественной критики. Рецензия содержит оценку работы, указывает на её достоинства и недостатки, требующие устранения. Рецензия информирует о новом произведении, содержит его краткий анализ и оценку. В переводе с латинского «recensio» означает «просмотр, сообщение, оценка, отзыв о чём-либо». Рецензия — это жанр, основу которого составляет отзыв (прежде всего — критический) о произведении художественной литературы, искусства, науки, журналистики и т. п. Исследователь А. Тертычный в книге «Жанры периодической печати» считает рецензию аналитическим жанром журналистики. Особой разновидностью рецензии является научная рецензия, или рецензия на научную работу.
Предметом рецензии выступают информационные явления — книги, брошюры, спектакли, кинофильмы, телепередачи, игры.

## История понятия

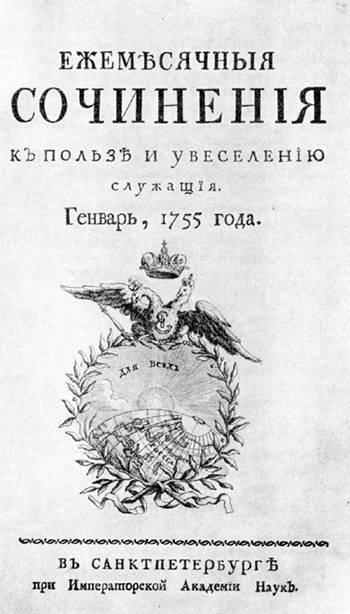
Титульный лист «Ежемесячных сочинений»

Рецензия, как и литературная критика в целом, появляется вместе с литературными журналами. Первым таким журналом в России стали «Ежемесячные сочинения, к пользе и увеселению служащие» (1755). Первым российским автором, обратившимся к рецензии, считается Н. М. Карамзин, предпочитавший жанр монографической рецензии.
Первая печатная рецензия на русском языке на книгу по экономическим вопросам была помещена в первом российском журнале «Примечания» (1728—1742 гг.). В журнале «Пустомеля» (1770) (вышло всего два номера этого ежемесячного сатирического журнала Новикова), в разделе «Ведомости» увидели свет первые в истории русской журналистики профессиональные театральные рецензии — об игре выдающегося актёра И. Дмитриевского и о постановке трагедии Сумарокова «Синав и Трувор»..
Рецензия — жанр, довольно часто использующийся и в других странах. Довольно часты упоминания рецензий в мемуарах и воспоминаниях. Теперь, некоторые примеры, которые не несут смысловой нагрузки. Переводчик и мемуарист Ф. Ф. Фидлер, сам регулярно рецензировавший книги, в своих дневниковых записях конца XIX — начала XX веков, озаглавленных «Из мира литераторов» постоянно упоминает рецензии — свои и знакомых писателей: «Вейнберг, сам великолепный переводчик, прочитал несколько моих переводов из Кольцова, расхвалил и пообещал написать рецензию на книгу»; «Посетил Плещеева, желая вручить ему моего „Кольцова“. Он пожал обеими руками мою правую руку и подарил свой портрет со следующей надписью: „Фёдору Фёдоровичу Фидлеру на память от одного из тех авторов, которых он так прекрасно переводил…“ Обещал способствовать пропаганде „Кольцова“ и сказал, что, возможно, и сам напишет рецензию»; "Бибиков сказал мне: «Вы разругали в „Herold“ Дедлова за его книгу „Мы“, — и совершенно напрасно! „Гости“, например, — восхитительный рассказ!»"..
В. Г. Белинский писал: «Каждое произведение искусства непременно должно рассматриваться в отношении к эпохе, к исторической современности и в отношении художника к обществу; рассмотрение его жизни, характера также может служить часто уяснению его создания. С другой стороны, невозможно упускать из виду и собственно эстетических требований искусства. Скажем более: определение степени эстетического достоинства произведения должно быть первым делом критики».

## Рецензия как жанр журналистики
Рецензия относится к числу аналитических жанров. А. Тертычный говорит об аналитических жанрах следующее: «Одной из наиболее примечательных черт отечественных СМИ традиционно является нацеленность их не столько на сообщение новостей, сколько на анализ, исследование, истолкование процессов, ситуаций. В силу этого СМИ выработали достаточно эффективную систему аналитических жанров. Система эта не является чем-то раз и навсегда данным — она постоянно развивается, адаптируясь к тем задачам, которые встают перед аналитической журналистикой» . Рецензирование стало актуальным постепенно, с развитием книгопечатания и переходом от экстенсивного чтения к интенсивному. Когда-то человеку было достаточно «Библии» и «Домостроя», но ближе к началу XIX века количество изданий — книг и журналов — распространилось настолько, что появилась нужда в экспертах, людях, ставших медиумами между миром книг и обществом. Такое положение дел обусловлено необходимостью выбора: из всех изданий человек должен выбрать именно то, что заслуживает его внимания. Тонкая грань разделяет рецензию и аналитическую статью. Тертычный указывает на следующее: хрестоматийные тексты Д. Писарева «Базаров» и Н. Добролюбова «Что такое обломовщина?», несмотря на то, что они посвящены разбору отдельных актуальных художественных произведений, сложно назвать в чистом виде рецензиями, поскольку идеи указанных авторов не укладываются в рамки анализа собственно текста и его рекомендации читательской аудитории, но вписаны в более широкий общественно-политический контекст. Разумеется, такое положение дел было обусловлено не пренебрежением к жанру, но теми проблемами, которые стояли перед русскими писателями и журналистами демократического лагеря. По существу, у них просто не было другой формы, в которой они могли бы транслировать свои взгляды. Пожалуй, диаметрально противоположной, хотя и выдержанной в рамках жанра, можно назвать современную заказную рецензию. Если в указанном выше случае рецензия сливалась с аналитической статьёй, то заказная рецензия зачастую оказывается обычной рекламой..

## Жанровые особенности
Как правило, рецензия посвящена одному произведению. В иных случаях можно говорить о поджанрах — сборной рецензии (рассматривается несколько произведений) и монографической рецензии (рассматриваются произведения одного автора).
Объём рецензии — средний или маленький. Большая рецензия перерастает в критическую статью, большая сборная рецензия — в обозрение (обзор).
Редко рецензия выступает сама по себе — как правило, их несколько. Вместе они формируют рецензионный блок, представляя своеобразную литературную (кинематографическую, книгоиздательскую, другую тематическую) повестку за определённый промежуток времени.
Предметом анализа в рецензии является отражённая действительность, то есть реальность, уже нашедшая отражение в творческих произведениях — искусства, науки, публицистики и т. п. Поэтому автор всегда соотносит свой взгляд на окружающий мир с тем, как этот мир показан в обозреваемом произведении.
Главные задачи рецензента — ориентация аудитории в тех проблемах, о которых говорят создатели книги, спектакля или живописного полотна, формирование у читателя эстетических представлений о действительности, объяснение сути творческого процесса, содействие аудитории в выработке самостоятельных оценок подобных произведений.

### Процесс создания рецензии
- Восприятие произведения — непосредственно-эмоциональный акт коммуникативного общения с произведением;
- Размышление над прочитанным, увиденным, услышанным;
- «разъятие гармонии» (по В. Г. Белинскому) — практическое осуществление анализа, то есть определение темы и идеи произведения, системы образов, выражающих замысел художника, структурно-композиционных особенностей произведения, характера конфликта как его движущей силы, своеобразие языка и стиля;
- Собственно написание текста.

Анализируя конкретное сочинение, рецензент обязан вписать его в художественный процесс, в художественную традицию, художественную моду. Сделать это можно с помощью разных подходов:
- на жанровом уровне — анализируемый роман соотнести с эволюцией жанра;
- на биографическом уровне — рассматриваемую вещь вписать в творческую биографию художника;
- на тематическом уровне — сопоставить разработку художником определённой проблемы с тем, что уже сказано по данной теме;
- на уровне образов — показать эволюцию героя в системе образов мирового искусства (или данного отрезка времени).[10].

«Искусство не общедоступно. Оно нуждается в культурном посреднике. Даже лучшие 10 рассказов и 20 стихотворений года, собранные под одной обложкой, не вызывают немедленный фурор в широкой аудитории» , — говорит в «Журналистике мнений» Л. Костюков и настаивает на том, что «рецензия — культурный объект, отсылающий нас к новому объекту искусства». Для определения целевой функции рецензирования автор, как и мы, рассматривает литературную рецензию и ставит два вопроса:
1) Читал ли адресат книгу, которая рецензируется?
2) Советуем ли мы ему её прочесть?
Первый вопрос рассматривается следующим образом: ответ на него позволяет различить послесловие и предисловие. Послесловие актуально при менее динамичной культурной ситуации, нежели нынешняя — например, оно активно использовалось в Советском Союзе, когда все читали приблизительно одно и то же и не было нужды своевременно знакомить читателя с новинками и помогать ему ориентироваться в разнообразии, каковое мы имеем на данный момент. Сегодня рецензия в виде послесловия — редкий случай, в ней нет необходимости.
Второй вопрос Костюков решает однозначно: отрицательные рецензии не нужны: «Я для себя так определяю место отрицательной рецензии в современном процессе: подойди к 637-му стеллажу, залезь на 8-ю полку, найди 268-ю книгу. Нашёл? Так вот, не бери её. Негативная ориентация в океане изданий абсурдна».
Кроме того, положительная рецензия имеет в своей основе впечатление читательского восторга, говоря иначе, глубокий литературный контакт или, говоря проще, литературу. Факт искусства. Отрицательная сообщает нам об отсутствии контакта. Отсутствии чуда.
При подготовке публикации рецензент может активно привлекать элементы исторического, психологического, социологического анализа, что сделает выступление более актуальным, более весомым.

## Типология

### По объекту (произведению)
- Музыкальная рецензия
- Кинорецензия
- Литературная рецензия
- Театральная рецензия
- Товарная рецензия (отзыв)

### По субъекту (автору)
- Экспертная рецензия. Написана независимым профессиональным критиком.
- Потребительская рецензия. Написана потребителем продукта (пользователем услуги).
- Заказная рецензия. Написана по заказу создателя произведения. Как правило, купленные обзоры являются предубеждёнными, хотя бывают и исключения.

### По объёму
- Большая (гранд-рецензия). Развёрнутая рецензия, особенность специализированных изданий. Большой объём даёт автору возможность достаточно глубоко и всесторонне охватить исследуемую тему. Такие рецензии обычно готовят маститые критики, обладающие авторитетом у публики, имеющие устойчивые общественно-политические и философские взгляды.
- Маленькая (мини-рецензия). Может представлять собой всего лишь краткое извещение автором читателя о своих впечатлениях от увиденного фильма или прочитанной книги. Такой материал не содержит обоснования мнения критика, анализа различных аспектов предмета отображения. Или может быть в виде сжатого, насыщенного, аргументированного анализа того или иного произведения. В мини-рецензии мысль критика должна быть краткой, ёмкой, максимально точной.

### По числу анализируемых произведений
- Монорецензия. Анализируется одно произведение, хотя автор может производить какие-то сравнения и с этой целью упоминать другие произведения. Но объём сравнительного материала должен быть небольшой. Автор обычно сравнивает новое произведение с уже известным аудитории.
- Полирецензия. Производится разбор двух или более произведений, они обычно сравниваются между собой, и такой разбор занимает довольно большое место. Ведётся сравнительный анализ только что созданных произведений, не известных и мало известных аудитории.[3]

## Знаменитые рецензенты
- Александр Пушкин
- Виссарион Белинский
- Николай Добролюбов
- Иннокентий Анненский
- Корней Чуковский
- Игорь Шевчук

## Рецензия сегодня
| - Лев Данилкин - Галина Юзефович - Наталия Иванова - Самуил Лурье - Андрей Немзер - Виктор Топоров - Максим Замшев - Андрей Щербак-Жуков - Евгений Лесин - Никита Митрохин | - Журнал «Афиша» - Газета «Книжное обозрение» - Газета «Коммерсант-Weekend» - Литературная газета - Журнал «Сеанс» - Независимая газета - Московская правда - Журнал «Прочтение» |

## Рецензии в Интернете
- Афиша.ру
- OpenSpace.ru
- Поликритика
- Прочтение